# Enamillus clevensis
Enamillus clevensis är en skalbaggsart som beskrevs av Peter Geoffrey Allsopp 1989. Enamillus clevensis ingår i släktet Enamillus och familjen Melolonthidae. Inga underarter finns listade i Catalogue of Life.